# Antennmattvävare
Antennmattvävare (Mughiphantes cornutus) är en spindelart som först beskrevs av Schenkel 1927.  Antennmattvävare ingår i släktet Mughiphantes och familjen täckvävarspindlar. Arten är reproducerande i Sverige. Inga underarter finns listade i Catalogue of Life.